# 非非 (食物)
非非（羅馬化：fitrfitr，firfir）是厄立特里亚和埃塞俄比亚食物，一般作为早餐，是将英杰拉或基查撕成碎片與醬汁混合，材料通常包括切碎的麵餅、加香料的澄清黄油；辣香料柏柏尔。可依據使用的麵餅分為酸面团英杰拉 (sourdough injera) 和未发酵的基查。

## 英杰拉非非
英杰拉非非 （enjera fetfet； 在提格里尼亚语中也称为taita fit-fit ）基本組成是切碎的英杰拉、香料柏柏爾、洋葱和澄清黄油。常可見到不同變化，將增添的食材名稱加在前面（例如 ，加上鹰嘴豆泥shiro，就稱為shiro fit-fit ）。
在厄立特里亚常將剩余的肉酱（ zighni或tsebhi ）加入英杰拉非非，與生辣椒和優格一起作为早餐。在埃塞俄比亚，剩下的沃特也與英杰拉一起拿來做成非非。
英杰拉非非可以裝在碗裡用湯匙吃，或者放在另一塊英杰拉上面食用右手吃；这是埃塞俄比亞或厄立特里亞菜的典型吃法。

## 基查非非

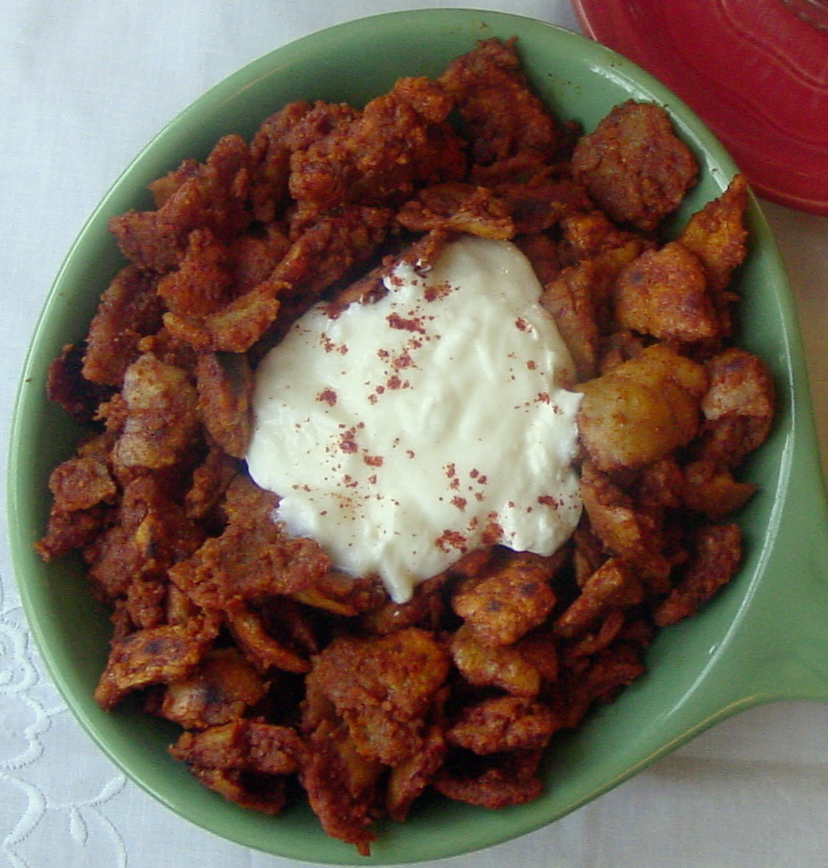
搭配一勺新鲜優格，上面撒上柏柏爾香料的基查非非。

基查非非（埃塞俄比亚又稱kitta fer-fer、kita fir-fir；較常用的是其奥罗莫语名称chechebsa）使用切碎的基查（kitcha，提格里尼亚语；或 kitta，阿姆哈拉语）、 柏柏爾香料和澄清黄油 。有时与原味優格（阿姆哈拉语urgo ，提格里尼亚语rug-o ）一起食用。一般使用食具（通常是勺子）食用基查非非；這點與大多数埃塞俄比亚食物不同。